# Кагера Шугер
«Кагера Шугер» (англ. Kagera Sugar) — професіональний танзанійський футбольний клуб з міста Букоба. Вистуає у вищому дивізіоні чемпіонату Танзанії, Прем'єр-лізі. Домашні матчі проводять на стадіоні «Кайтаба», який вміщує 5 000 глядачів.